# Panamski kanal
Panamski kanal je umjetni kanal u najužem dijelu Srednje Amerike koji spaja Atlantski ocean (Karipsko more) s Tihim oceanom (Panamski zaljev). Dugačak je 81,6 km. Na najužem mjestu je širok 91,5 m, a na najširem 350 m. Dubina kanala iznosi 13,7 m. 
Uz Sueski kanal predstavlja jednu od najvažnijih pomorskih arterija svijeta. Sagrađen je godine 1914., a čitavo je područje kanala od 1904. do 1999. bilo pod upravom Sjedinjenih Američkih Država, nakon čega je prešlo pod nadzor Paname.

## Gradnja kanala
Konstrukcija kanala je bio jedan od najvećih i najtežih inženjerskih projekata ikad poduzetih. Imao je ogroman utjecaj na brodarstvo između dva oceana, zamjenjujući dugi i opasan put kroz Drakeov prolaz i rt Horn na najjužnijem vrhu Južne Amerike. Brod ploveći iz New Yorka za San Francisco kroz kanal putuje 9.500 km (6.000 milja) što je bitno manje od 22.500 km (14.000 milja) oko rta Horn. Iako koncept kanala blizu Paname seže natrag do ranog 16. stoljeća, prvi pokušaj konstruiranja kanala započeo je 1880. godine pod francuskim vodstvom. Nakon što je pokušaj propao i nakon što je umrlo 22.000 radnika, projekt izgradnje kanala su pokušale i uspješno završile Sjedinjene Američke Države u Panami početkom 1900-ih, a kanal je otvoren 1914.
Gradnja 77 kilometara (48 milja) dugog kanala je bila prožeta problemima, uključujući bolesti (posebno malarija i žuta groznica) i odronima zemlje. Do kraja izgradnje, procjenjuje se da je ukupno 27.500 radnika umrlo u francuskim i američkim pokušajima izgradnje.
Od otvaranja, kanal je bio vrlo uspješan i nastavlja biti ključna poveznica za međunarodni brodski prijevoz. Svake godine više od 14.000 brodova prođe kanalom, prevozeći više od 205 miljiuna tona tereta.
Kanal može prihvatiti brodove od malih privatnih jahti pa sve do velikih teretnih brodova. Maksimalna veličina brodova koja se može koristiti kanalom poznata je pod nazivom Panamax; a sve veći broj modernih brodova prelazi ta ograničenja, te su poznati kao post-Panamax brodovi. Uobičajni prolazak kroz kanal teretnog broda traje oko devet sati. U 2005. godini kanalom je prošlo 14.011 brodova, ukupnog kapaciteta 278,8 milijuna tona tereta, što prosječno čini gotovo 40 brodova na dan.

## Povijest
Prvo spominjanje kanala preko prevlake Srednje Amerike datira iz 1534. godine, kada Karlo V., Vladar Svetog Rimskog Carstva i Španjolske, sugerira da bi kanal u Panami uvelike olakšao putovanje brodovima između Španjolske i Perua.
S obzirom na stratešku važnost Srednje Amerike kao uske zemlje koja odvaja dva velika oceana, i drugi oblici trgovine su pokušavani tijekom godina. Naposljetku, Panamska željeznica je sagrađena preko prevlake i otvorena 1855. Ova poveznica je uvelike olakšala trgovinu, i ovaj vitalni dio infrastrukture je bio ključni faktor u odabiru kasnije kanalske rute.
No, cjelokupni pomorski put između dva oceana je i dalje bio viđen kao idealno rješenje, a ideja kanala je dodatno bila potaknuta uspjehom Sueskog Kanala. Francuzi, pod vodstvom Ferdinanda de Lessepsa, započinju gradnju konstrukcije na morskoj razini (bez ustava) kroz Panamu 1. siječnja 1880.
Francuzi su započeli gradnju u žurbi bez prethodne geološke i hidrološke studije regije. Od bolesti, posebice malarije i žute groznice, pobolijeva i umire velik broj zaposlenih, od radnika do direktora francuske kompanije. Javne zdravstvene mjere su bile neuspješne jer uloga komaraca u prenošenju bolesti nije bila poznata. Takvi uvjeti su učinili nemogućim zadržavanje iskusne radne snage, jer su se zaposlenici zbog straha ubrzo vratili u Francusku. Visoki gubitci zbog bolesti bili su jedan od glavnih faktora propasti projekta, a procjenjuje se da je umrlo 22.000 radnika za vrijeme francuske konstrukcije (1881. – 1889.).
Sjedinjene Američke Države, za vrijeme predsjednika Theodorea Roosevelta (s John Frank Stevensom kao glavnim inženjerom od 1905. – 1907.), kupuju od Francuza opremu i iskopine, te počinju radove 4. svibnja 1904., nakon što su pomogli Panami da dobije nezavisnost od Kolumbije. U zamjenu za pomoć SAD-a u odvajanju Paname od Kolumbije, i uspostave neovisne države, Panama bi SAD-u dala kontrolu nad područjem Panamskog kanala.
Primarni zadatak glavnog inženjera (1905. – 1907.), Johna Franka Stevensa, bio je izgradnja infrastrukture potrebne za dovršetak kanala. Obnovio je Panamsku željeznicu, izgradio je prave kuće za radnike kanala te uveo program borbe protiv komaraca što je eliminiralo žutu groznicu i ostale bolesti s prevlake. Stevens se protivio izgradnji kanala na morskoj razini kako su to Francuzi pokušali sagraditi. Uspio je uvjeriti Theodorea Roosevelta o potrebi gradnje kanala s branama i ustavama.
Godine 1907. predsjednik SAD-a Theodore Roosevelt angažira Georgea Washingtona Geothalsa kao glavnog inženjera Panamskog kanala. Gradnja kanala završava 1914., čak dvije godine prije planiranog datuma koji je bio 1. lipnja 1916. Kanal je i formalno otvoren 15. kolovoza 1914. prolazom teretnog broda „Ancon“.
Poboljšanje higijene rezultiralo je malom smrtnošću tijekom američke izgradnje, ali, ipak je 5.609 radnika umrlo tijekom tog vremena (1904. – 1914.) što dovodi do ukupnog broja umrlih tijekom izgradnje kanala od oko 27.500 ljudi.
Nakon Drugog svjetskog rata kontrola SAD-a nad kanalom i kanalskom zonom što ga okružuje postaje sporna kako odnosi između Paname i SAD-a postaju sve napetiji. Mnogi Panamci smatrali su da kanalska zona pripada Panami. Pregovori o novom dogovoru započinju 1974. i rezultiraju sporazumom Torrijos – Carter. Potpisom predsjednika SAD-a Jimmyja Cartera i panamskog predsjednika Omara Torrijosa 7. rujna 1977. započinje proces predaje kanala panamskoj kontroli besplatno pod uvjetom da Panama potpiše sporazum kojim jamči trajnu neutralnost kanala i kojim se dopušta povratak Amerikanaca kad to žele. Iako je izazvao kontroverze u SAD-u, sporazum je stupio na snagu točno u ponoć 31. prosinca 1999. i kontrola je predana vlastima Panamskog Kanala.

## Konstrukcija
Kanal se sastoji od sedamnaest umjetnih jezera, nekoliko poboljšanih umjetnih kanala i tri kompleta ustava. Dodatno umjetno jezero, Alajuela jezero (za vrijeme američke vladavine poznato kao Madden), predstavlja rezervar za kanal. U početku su ustave na Gatunskom jezeru bile 28,5 metara široke. 1908. godine Ratna mornarica SAD-a je zatražila da se ustave prošire na širinu od barem 36 metara. Na kraju se je došlo do kompromisnog rješenja od 33 metra. Svaka ustava je duga 300 metara te debljine zidova u rasponu od 15 metara na dnu do 3 metra na vrhu.

## Pristojbe
Pristojbe za prolaz kanalom određuju vlasti Panamskog kanala, a temelje se na tipu broda, veličini i vrsti tereta kojeg prevozi. Za kontejnerske brodove, pristojba se procjenjuje na osnovu kapaciteta ukrcaja TEU (Twenty-foot equivalent unit), standardnog kontejnera 6.1 × 2.4 × 2.6 metara). Većina drugih tipova brodova plaća pristojbu prema neto tonaži, gdje u biti „tona“ označava volumen od 100 kubnih stopa (2,8 metara kubnih).
Najskuplja redovna pristojba za prolazak kanalom datira iz 30. svibnja 2006. za kontejnerski brod Maersk Dellys, koji je platio 250.000 USD za prolaz. Najjeftinija pristojba bila je 36 centi za američkog avanturista Richarda Halliburtona koji je preplivao kanal 1928. godine. Prosječna pristojba iznosi oko 54.000 USD.

## Učinkovitost i održavanje
Postojala je bojazan da će se učinkovitost i održavanje smanjiti nakon povlačenja SAD-a, no to se ne pokazuje kao slučaj, štoviše, efikasnost kanala se povećava pod panamskom kontrolom. Canal Waters Time (CWT), srednje vrijeme koje je brodu potrebno da prođe kroz kanal, uključujući čekanje, te je ključni pokazatelj učinkovitosti, prema pokazateljima opada. Vlasti tvrde da je broj pomorskih nesreća u kanalu rekordno nizak.

## Vanjske poveznice
|  | Zajednički poslužitelj ima još gradiva o temi Panamski kanal |